# Granica Kętrzyn
KKS Granica Kętrzyn, pełna nazwa: Kętrzyński Klub Sportowy „Granica Kętrzyn” – polski klub sportowy z siedzibą w Kętrzynie, założony w czerwcu 1947 roku. Od 2001 wpisany do KRS jako stowarzyszenie kultury fizycznej pod numerem 0000043020.

## Historia

### Okres przed 1947
Na płycie boiska Granicy rozgrywano przed wojną mecze hokeja. Grał tu miejscowy klub Rastenburg SV. W piłkę nożną grało się w Kętrzynie od dawna, jednakże dopiero w okresie międzywojennym powstały w mieście kluby piłkarskie, które profesjonalnie zajmowały się tą dziedziną sportu. Obecnie sport ten reprezentowany jest w Kętrzynie przede wszystkim przez „Granicę”. Piłka nożna obok, lekkoatletyki, hokeja czy piłki ręcznej, była dziedziną sportu mającą w przedwojennym Kętrzynie silną reprezentację. Grano w nią na wszystkich boiskach przyszkolnych, a silna drużyna futbolowa istniała w wojskowym Związku Sportowym „Hindenburg”, zorganizowanym w miejscowych koszarach piechoty. Ponadto, istniała drużyna piłkarska w Kętrzynie działająca przy Rastenburskim Związku Sportowym (RSV) – Związku Piłki Nożnej (VfB). Pierwsze boisko piłkarzy kętrzyńskich znajdowało się w okolicy obecnego „Farela”, którego budynki zajmowane były wówczas przez pułk artylerii. W latach dwudziestych XX wieku wybudowano przy obecnej ulicy Chopina stadion, przy którym rozpoczęto rozgrywać mecze. Drużyna VfB rozgrywała mecze ze wszystkimi liczącymi się drużynami powiatowymi Prus Wschodnich, stale plasując się w prowincjonalnej lidze krajowej. Na murawie kętrzyńskiej podejmowano między innymi takie drużyny jak: „Masovia” z Ełku, „Hindenburg” z Olsztyna, „Preussen” z Wystrucia czy „Prussia-Samland” z Królewca. Chociaż II wojna światowa nie była dobrym czasem do uprawiania sportu, mecze w Kętrzynie rozgrywano do 1944 roku.

### Okres od 1947

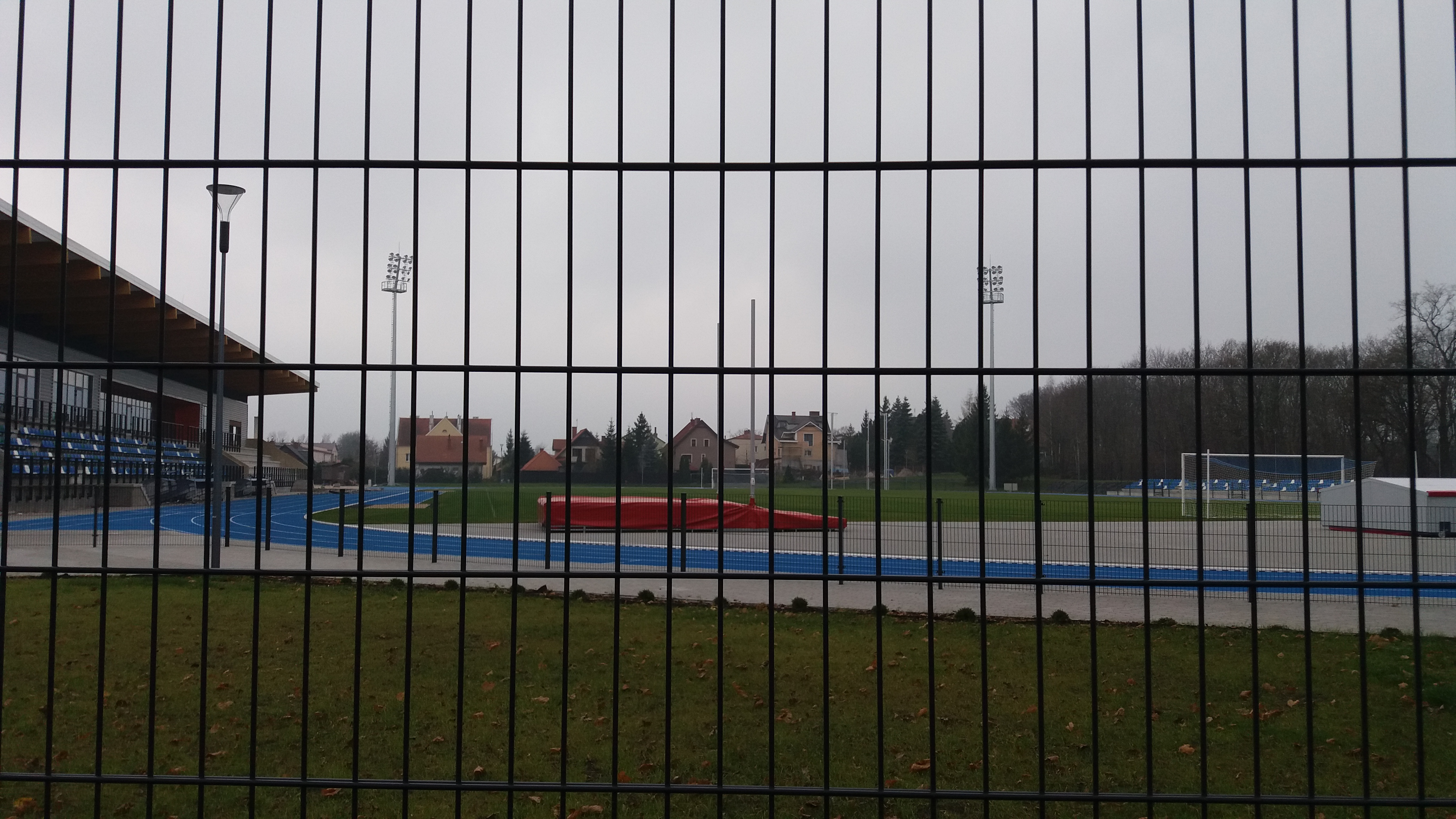
Stadion MOSiR w Kętrzynie podczas modernizacji (listopad 2018 r.)

Największe osiągnięcia to trzykrotne zdobycie mistrzostwa okręgu w latach: 1953, 1956 i 1962. Dopiero po 30 latach, w 1992 znów było głośno w okręgu o Granicy – piłkarze minimalnie zostali wyprzedzeni w tabeli przez olsztyńską Warmię, która awansowała do III ligi. Kolejne lata to walka kętrzynian o awans do nowo utworzonej IV ligi. Sukces nadszedł wraz z objęciem przez Pawła Grigonisa funkcji trenera zespołu seniorów (styczeń 1997 r.) Jesień to pierwsze miejsce w tabeli. W III lidze Granica grała tylko 2 sezony (1999/2000 i 2000/2001), po czym spadła ona do IV ligi, w której grała (najpierw na IV, później V poziomie rozgrywkowym) do sezonu 2010/2011, kiedy to udało im się awansować do III ligi (IV poziom rozgrywkowy). W III lidze spędzili 3 sezony, po czym spadli do IV ligi. W sezonie 2014/2015 udało im się wygrać grupę warmińsko-mazurską IV ligi i ponownie awansować do III ligi, gdzie spędzili tylko jeden sezon, po którym ponownie spadli do IV ligi.

## Bilans klubu sezon po sezonie
| Sezon   | Liga                                          | Pozycja | Punkty | Bramki | Uwagi                              |
| ------- | --------------------------------------------- | ------- | ------ | ------ | ---------------------------------- |
| 1998/99 | IV liga                                       | 1       | 86     | 87-5   | awans · Olsztyński Puchar Polski   |
| 1999/00 | III liga (grupa Gdańsk, Warszawa)             | 15      | 39     | 38-59  |                                    |
| 2000/01 | III liga (grupa I)                            | 18      | 27     | 33-73  | spadek                             |
| 2001/02 | IV liga (grupa: warmińsko-mazurska)           | 2       | 61     | 30-21  |                                    |
| 2002/03 | IV liga (grupa: warmińsko-mazurska)           | 9       | 46     | 29-32  |                                    |
| 2003/04 | IV liga (grupa: warmińsko-mazurska)           | 11      | 43     | 24-34  |                                    |
| 2004/05 | IV liga (grupa: warmińsko-mazurska)           | 5       | 56     | 36-31  |                                    |
| 2005/06 | IV liga (grupa: warmińsko-mazurska)           | 8       | 45     | 19-34  |                                    |
| 2006/07 | IV liga (grupa: warmińsko-mazurska)           | 8       | 35     | 13-33  |                                    |
| 2007/08 | IV liga (grupa: warmińsko-mazurska)           | 14      | 24     | 26-32  | reforma rozgrywek po sezonie       |
| 2008/09 | IV liga (grupa: warmińsko-mazurska)           | 7       | 54     | 18-35  |                                    |
| 2009/10 | IV liga (grupa: warmińsko-mazurska)           | 5       | 50     | 50-38  |                                    |
| 2010/11 | IV liga (grupa: warmińsko-mazurska)           | 1       | 73     | 91-30  | awans                              |
| 2011/12 | III liga (grupa: podlasko-warmińsko-mazurska) | 11      | 28     | 31-38  |                                    |
| 2012/13 | III liga (grupa: podlasko-warmińsko-mazurska) | 12      | 41     | 38-56  |                                    |
| 2013/14 | III liga (grupa: podlasko-warmińsko-mazurska) | 17      | 27     | 39-66  | spadek                             |
| 2014/15 | IV liga (grupa: warmińsko-mazurska)           | 1       | 64     | 74-30  | awans                              |
| 2015/16 | III liga (grupa: podlasko-warmińsko-mazurska) | 16      | 18     | 29-104 | spadek                             |
| 2016/17 | IV liga (grupa: warmińsko-mazurska)           | 7       | 45     | 57-49  |                                    |
| 2017/18 | IV liga (grupa: warmińsko-mazurska)           | 10      | 40     | 49-58  |                                    |
| 2018/19 | IV liga (grupa: warmińsko-mazurska)           | 10      | 38     | 51-52  |                                    |
| 2019/20 | IV liga (grupa: warmińsko-mazurska)           | 10      | 18     | 25-52  | rozgrywki przedwcześnie zakończone |
| 2020/21 | IV liga (grupa: warmińsko-mazurska)           | 6       | 54     | 65-50  |                                    |
| 2021/22 | IV liga (grupa: warmińsko-mazurska)           | 4       | 56     | 71-43  |                                    |
| 2022/23 | IV liga (grupa: warmińsko-mazurska)           | 8       | 46     | 51-40  |                                    |
| 2023/24 | IV liga (grupa: warmińsko-mazurska)           | 8       | 46     | 53-46  |                                    |
| 2024/25 | IV liga (grupa: warmińsko-mazurska)           | 9       | 43     | 52-52  |                                    |

| Oznaczenie kolorami |
| ------------------- |
| III poziom ligowy   |
| IV poziom ligowy    |
| V poziom ligowy     |
| VI poziom ligowy    |

## Zarząd klubu
Prezes zarządu – Jarosław Moczarski
Skarbnik – Agnieszka Radawiec
Członek zarządu – Ewa Kłódka, Adrian Kaliniczenko, Jarosław Malinowski

## Infrastruktura sportowa
Stadion Miejskiego Ośrodka Sportu i Rekreacji przy ul. Bydgoskiej 20, to nowoczesny obiekt piłkarski i lekkoatletyczny w trakcie modernizacji (lata 2017–2019). Po modernizacji stadion posiadał będzie 2 boiska piłkarskie (główne i treningowe) o wymiarach 100x64 m. Pojemność obiektu wyniesie 1259 miejsc. Ponadto stadion wyposażony będzie w bieżnię lekkoatletyczną oraz oświetlenie o mocy 500 lux.
Zespół szatniowo-administracyjny stanowić będą szatnie, siłownia, pomieszczenie fizjoterapeutów, pomieszczenia administracyjne, sala konferencyjna, kawiarnia, pomieszczenia dla komentatorów. Obiekt będzie w pełni przystosowany do potrzeb osób niepełnosprawnych.